# Дмитрієвська сільська рада (Благоварський район)
Дми́трієвська сільська рада (рос. Дмитриевский сельский совет) — муніципальне утворення у складі Благоварського району Башкортостану, Росія. Адміністративний центр — присілок Дмитрієвка.

## Населення
Населення — 445 осіб (2019, 581 у 2010, 567 у 2002).

## Склад
До складу поселення входять такі населені пункти:
| Населений пункт      | Населення, осіб (2002) | Населення, осіб (2010) |
| -------------------- | ---------------------- | ---------------------- |
| 1-е Алкіно, присілок | 3                      | 2                      |
| 6-е Алкіно, присілок | 150                    | 148                    |
| Дмитрієвка, присілок | 341                    | 362                    |
| Кузьминка, селище    | 0                      | -                      |
| Община, присілок     | 73                     | 69                     |